# Peperomia adenocarpa
Peperomia adenocarpa är en pepparväxtart som beskrevs av C. Dc.. Peperomia adenocarpa ingår i släktet peperomior, och familjen pepparväxter. Inga underarter finns listade i Catalogue of Life.